# August Adler
August Adler   (Opava, 24 de gener de 1863 - Viena, 17 d'octubre de 1923) va ser un matemàtic txec.
Adler va fer els estudis secundaris fins al 1879 a l'institut de la ciutat de Opava i després va estudiar enginyeria a la universitat tècnica de Viena. El 1884 es va graduar en geometria matemàtica i descriptiva. De 1885 a 1887 va ser professor ajudant d'astronomia esfèrica i geodèsia en aquesta universitat. Posteriorment, va treballar a escoles secundàries de Viena, Klagenfurt, Pilsen i Praga. A continuació, va assistir va fer viatge d'ampliació d'estudis a la Universitat Tècnica de Berlín i a la Universitat de Göttingen. El 1901 va obtenir l'habilitació per a la docència universitària en geometria descriptiva a l'escola tècnica alemanya de Praga. El 1905 se'n va anar a l'escola secundària al districte 6 de Viena i el 1907 va ser nomenat director d'ensenyament secundari en el districte 7. Per motius de salut, va deixar la seva activitat el 1915.
Adler és autor de més de vint obres dedicades a la geometria descriptiva i l'ensenyament a les escoles secundàries. En 1890 va publicar l'influent Theorie der Geometrischen Konstruktionen, en el qual, a més d'utilitzar intensivament les construccions de Lorenzo Mascheroni, va presentar una demostració més general del teorema de Mohr-Mascheroni. El 1902 va publicar una edició comentada dels Grundlagen der Geometrie de David Hilbert que es va fer força popular.